# Mord, lilla vän
Mord, lilla vän är en svensk deckarfilm från 1955 i regi av Stig Olin. I huvudrollerna ses Stig Olin och Inga Landgré.

## Om filmen
Filmen premiärvisades den 26 februari 1955 på biograf Astoria i Stockholm. Inspelningen skedde med ateljéfilmning i Sandrew-Ateljéerna i Stockholm och med exteriörer från Stockholm och Paris av Hilding Bladh. Som förlaga har man Anders Jonasons roman Mord med mera som utgavs 1953. Den belönades med Svenska Detektivromanpriset samma år.
Mord, lilla vän har visats i SVT, bland annat 1997, 2002, 2012, 2017, i juli 2020 och i oktober 2024.

## Rollista i urval
- Stig Olin – Dick Mattsson, journalist på Kvällsbladet
- Inga Landgré – Brita Ljungdahl
- Gösta Cederlund – Herman Rooth, redaktionssekreterare på Kvällsbladet
- Peter Lindgren – Valter Smitt, medlem i Sjöbjörnarna
- Torsten Lilliecrona – Rune Gordon, resebyrådirektör, medlem i Sjöbjörnarna
- Ingvar Kjellson – Erik Ljungdahl, direktör, Britas före detta man, medlem i Sjöbjörnarna
- Curt Masreliéz – Klas Gillander, medlem i Sjöbjörnarna
- Mimi Pollak – Olga Vaern
- Hans Strååt – kriminalkommissarie Martin Eriksson
- Inga Gill – fru Nygren, granne till Rolandsson
- Bengt Eklund – Pierre Olovson, chef för resebyrån Gordon Voyage i Paris
- Nils Kihlberg – Jan Kristensson, medlem i Sjöbjörnarna
- Ulf Johanson – Olle Sivert, disponent, medlem i Sjöbjörnarna
- Manne Grünberger – Rolandsson, privatdetektiv
- Helge Hagerman – Stig Larsson, granne till Brita
- Sven-Eric Gamble – föraren av passbåten
- Franz von Lampe – mannen som skuggar Dick

## Musik i filmen
- "Black-Eyed Beauty", kompositör: Allan Gray, instrumental
- "Shadow on the Blind", kompositör: Cecil Milner, instrumental
- "Melody for Lovers", kompositör: Cecil Milner, instrumental
- "West 42nd Street", kompositör: Lester B. Hart, instrumental
- "The Mechanical Monster", kompositör: Frederick G. Charrosin, instrumental
- "Lovely Day", kompositör: Tom Wyler, instrumental